# Xérophile

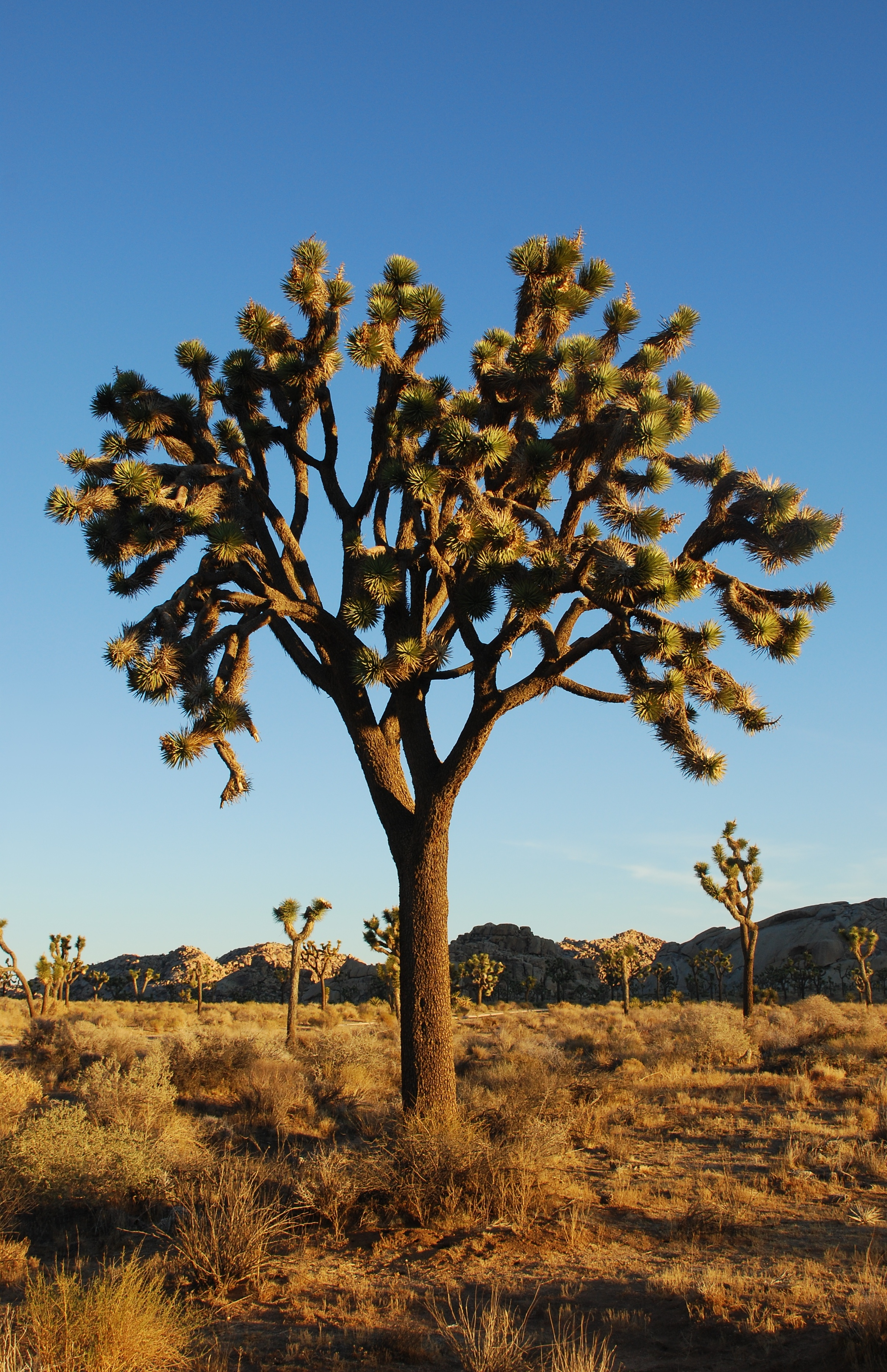
L'arbre de Josué Yucca brevifolia est une plante xérophile du désert de Mojave, aux États-Unis.

Les xérophiles (du grec ancien ξηρός / xērós « sec » et φίλος / phílos, « ami ») sont des organismes extrêmophiles vivant dans des milieux très pauvres en eau. Divers organismes, parmi lesquels des bactéries, des champignons, des plantes (parfois appelées xérophytes bien qu'il ne faille pas confondre les deux termes), des insectes, des nématodes et la crevette Artemia salina peuvent tolérer une dessiccation extrême.
On parle également de milieux xérophiles pour désigner des milieux pauvres en eau abritant les espèces xérophiles.
Dans certains cas, on parle de xérotolérance : sont concernés des organismes normalement incapables de se développer à des activités de l'eau (exprimée en {\displaystyle a_{\mathrm {w} }}) trop basses, mais qui peuvent se développer à des pressions osmotiques plus élevées, correspondant à des {\displaystyle a_{\mathrm {w} }} inférieures.
Par exemple l'escargot du désert est en estivation plus de 90 % du temps et vit son cycle actif entre dix-huit et vingt-huit jours par an, après les pluies.